# Paradise (Utah)
Pour les articles homonymes, voir Paradise.
Paradise est une municipalité américaine située dans le comté de Cache en Utah.
Lors du recensement de 2010, sa population est de 904 habitants. La municipalité s'étend alors sur une superficie de 1,29 mille carré (3,34 km2).
Le nom de la localité (« paradis ») fait référence à ses collines vertes et ses fleurs sauvages lors de sa fondation en 1860. Paradise devient une municipalité le 16 avril 1907.